# Buhl (Haut-Rhin)
Buhl (Duits: Bühl im Oberelsaß) is een stadje en gemeente in het Franse departement Haut-Rhin (regio Grand Est),  telde op 1 januari 2022 3.122 inwoners en is gelegen in de Vogezen. De plaats maakt deel uit van het arrondissement Guebwiller. De plaats beschikt over twee kasteelruïnes, genaamd Hugstein en  Hohrupf. 

## Geografie
De oppervlakte van Buhl bedroeg op 1 januari 2022 8,8 vierkante kilometer; de bevolkingsdichtheid was toen 354,8 inwoners per km².

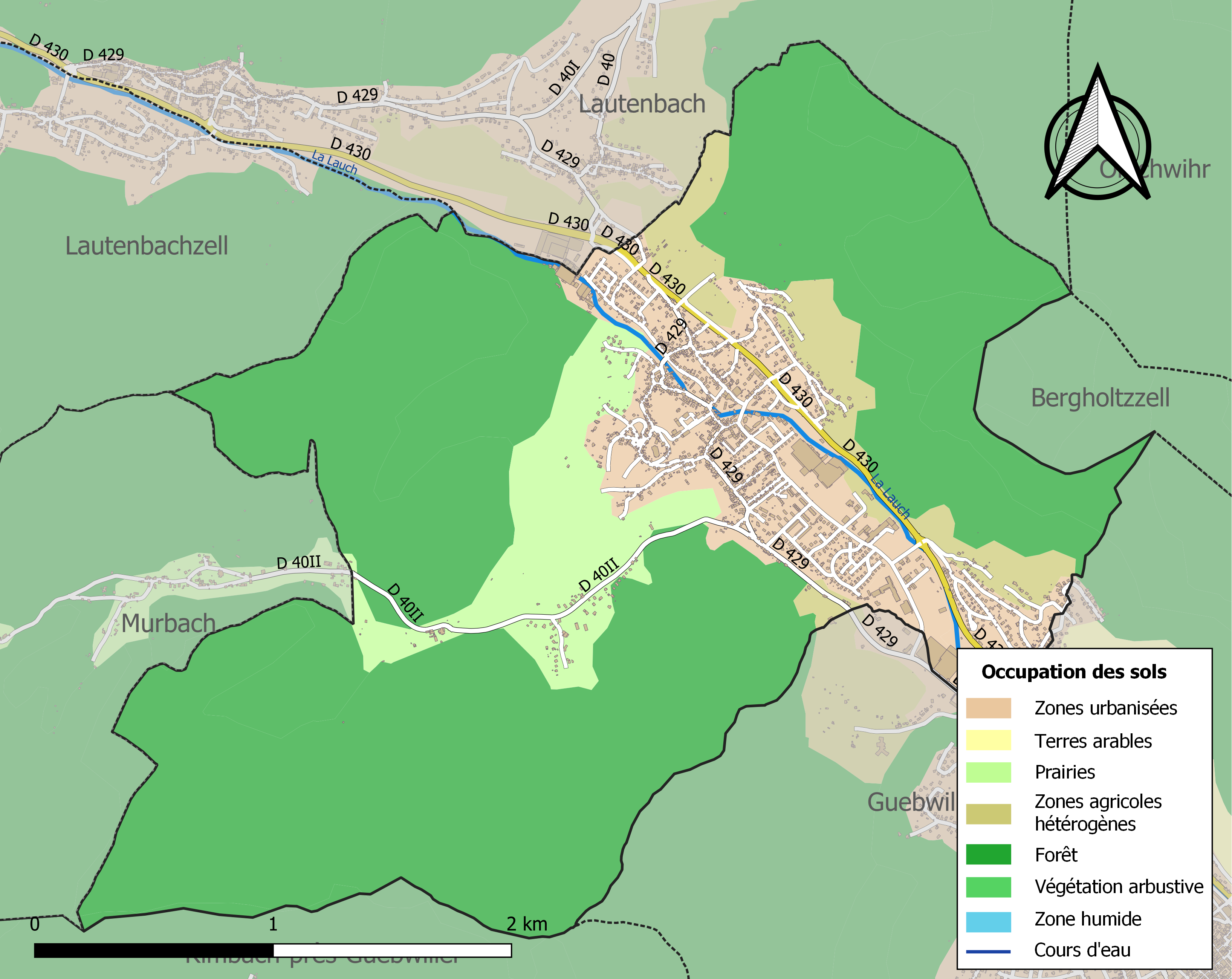
Kaart van de gemeente met de belangrijkste infrastructuur, bodemgebruik en omliggende gemeenten

## Demografie
Onderstaande figuur toont het verloop van het inwonertal (bron: INSEE-tellingen).

## Geboren
- Maurice Koechlin (1856-1946), Frans-Zwitsers bouwkundig ingenieur, een van de ontwerpers van de Eiffeltoren